# 豪情四兄弟
《豪情四兄弟》（英語：Sleepers）是1996年上映的美國律政、犯罪劇情片。由巴瑞·李文森製片及執導，改編自洛倫佐·卡爾卡泰拉於1995年出版的同名小說。主演的演員包括：凯文·贝肯、畢·彼特、罗伯特·德尼罗、德斯汀·荷夫曼、蜜妮·卓芙等。影片全長147分鐘，耗資4.4千萬美元製作，票房收益1.656億美元。

## 外部連結
- 互联网电影数据库（IMDb）上《Sleepers》的资料（英文）
- Box Office Mojo上《Sleepers》的資料（英文）
- 爛番茄上《Sleepers》的資料（英文）